# Novo mártir
O título de Neomártir ou Novo Mártir (em grego:  νεο-, neo, prefixo para "novo"; e μάρτυς, mártir, "testemunho") da  Igreja Ortodoxa foi originalmente dado aos mártires que morreram sob governantes heréticos (os primeiros mártires foram sob governantes pagãos). Depois, a Igreja adicionou a esta  lista aqueles martirizados sob o Islão e outros regimes modernos, especialmente os regimes comunistas, que defendiam o ateísmo de estado. Oficialmente, a era dos neomártires começa com a Queda de Constantinopla em 1453. Entre os venerados estão não apenas queles que deram suas vidas em martírio, mas também aqueles que são Confessores da Fé Ortodoxa.

## História
Os primeiros neomártires foram registrados após a invasão dos turcos seljúcidas da Ásia Menor no século XI. Na Igreja Ortodoxa, o terceiro Domingo após o Pentecostes é conhecido como "Comemoração de Todos os Neomártires do Jugo Turco".
Na Igreja Ortodoxa Russa, o Domingo mais próximo de 7 de Fevereiro [Calend. antigo 25 de Janeiro]  é o "Domingo dos Santos Neomártires e Confessores da Rússia". esta data foi escolhida por ser a data do martírio de São Vladimir, Bispo metropolitano de Kiev em 1918, que é conhecido como "Protomártir do Jugo comunista na Rússia". Já na Igreja Ortodoxa Russa no Exterior, Nicolau II, sua família e seus servos que foram assassinados pelos bolcheviques também foram canonizados como neomártires.
A festa de "Todos os Neomártires da Sérvia" é celebrada em 28 de Junho [Calend. antigo 15 de Junho] .
Em 24 de Junho [Calend. antigo 11 de Junho]  é celebrada a festa dos "Neomártires da China Mortos durante a Rebelião Boxer".